# Takamori, Nagano
Takamori (japanska: 高森町?, Takamori-machi) är en landskommun (köping) i Nagano prefektur i Japan.  